# Nippon Music Foundation
Die Nippon Music Foundation (NMF, engl. für Nippon ongaku zaidan, jap. 日本音楽財団) ist eine Stiftung (kōeki zaidan-hōjin) im Bezirk Minato (Tokio) unter der Aufsicht des Bunka-chō. Die Gründung erfolgte 1974. Die Organisation ist Eigentümer der größten Sammlung von Instrumenten, die von Antonio Stradivari gebaut wurden.

## Instrumente
Die Nippon Music Foundation besitzt derzeit 19 Streichinstrumente von Antonio Stradivari (davon sind 15 Violinen) und zwei Violinen von Guarneri del Gesù (Stand September 2023). Diese Instrumente sind nachfolgend aufgelistet. Fotos und Beschreibungen der Instrumente sowie Angaben zu ihrer Verleihung an Künstler finden sich auf der Website der Stiftung.
Im Juni 2011 verkaufte die Stiftung die Stradivari Lady Blunt, die seit 2008 zu ihrem Besitz gezählt hatte, um mit dem Erlös einen Hilfsfonds für die Opfer der  Erdbeben- und Tsunami-Katastrophe im März 2011 zu unterstützen. Der bei der Online-Auktion erzielte Verkaufspreis von 9,8 Millionen Pfund Sterling war ein neuer Rekordpreis für eine Stradivari.

### Antonio Stradivari
Violinen
- 1680 Paganini-Desaint (Bestandteil des Paganini-Quartetts)
- 1700 Dragonetti
- 1702 Lord Newlands
- 1708 Huggins
- 1709 Engleman
- 1710 Camposelice
- 1714 Dolphin
- 1715 Joachim-Aranyi
- 1716 Booth
- 1717 Sasserno
- 1722 Jupiter
- 1725 Wilhelmj
- 1727 Paganini, Comte Cozio di Salabue (Bestandteil des Paganini-Quartetts)
- 1735 Samazeuilh
- 1736 Muntz

Viola
- 1731 Paganini-Mendelssohn (Bestandteil des Paganini-Quartetts)

Celli
- 1696 Aylesford
- 1730 Feuermann
- 1736 Paganini-Ladenburg (Bestandteil des Paganini-Quartetts)

### Guarneri del Gesù
Violinen
- 1736 Muntz
- 1740 Ysaÿe